# Міністерство України з питань надзвичайних ситуацій і в справах захисту населення від наслідків Чорнобильської катастрофи

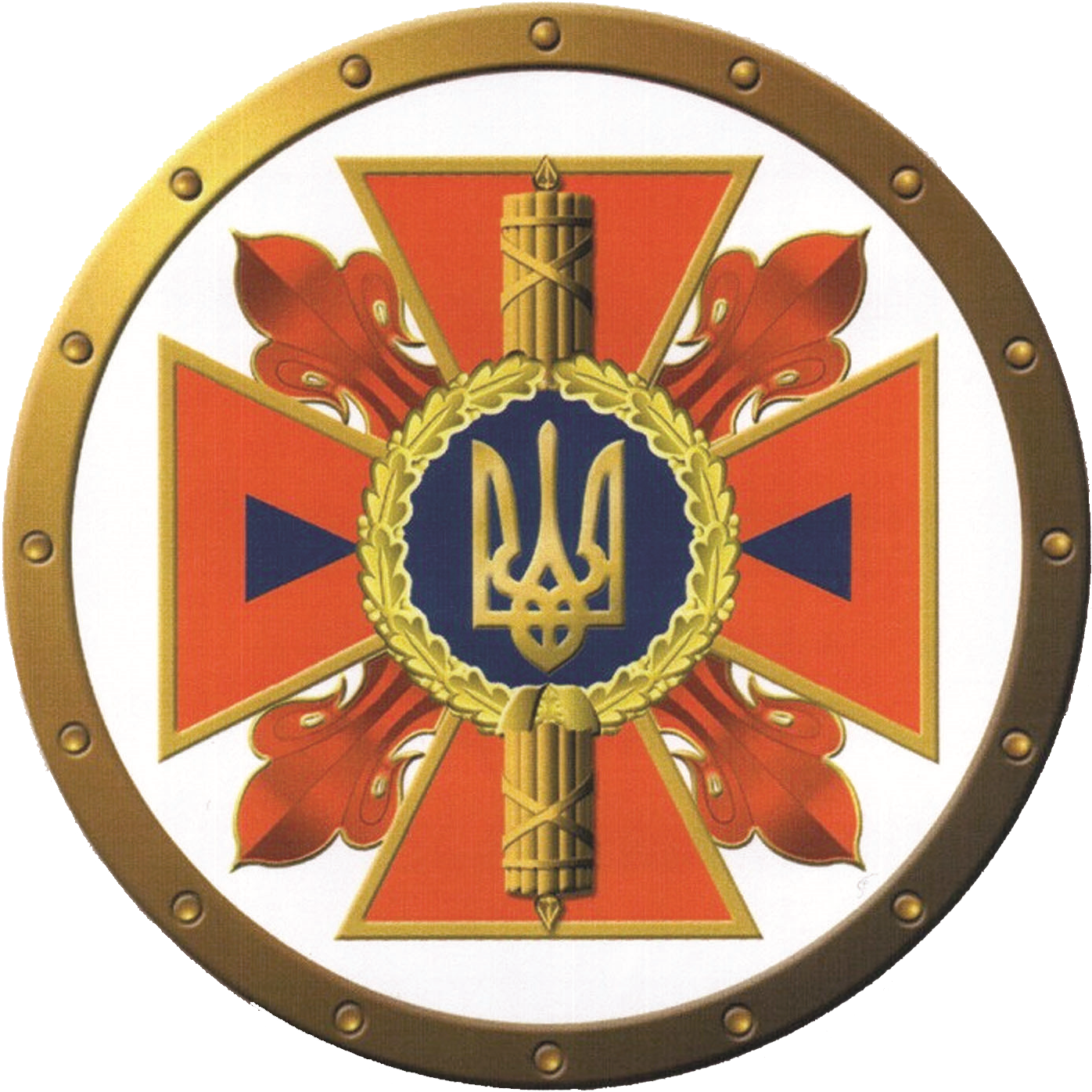
Герб центрального апарату МНС України

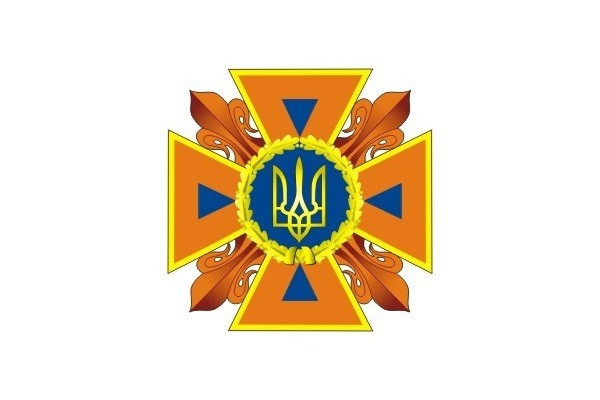
Прапор МНС України

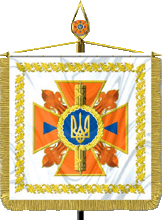
Штандарт Міністра надзвичайних ситуацій України

Міністе́рство Україн́и з пита́нь надзвича́йних ситуа́цій та у спра́вах за́хисту насел́ення від на́слідків Чорно́бильської катастро́фи (МНС України) — колишнє міністерство в Україні. 9 грудня 2010 року реорганізоване  в Міністерство надзвичайних ситуацій України. 
Міністерство було головним органом у системі центральних органів виконавчої влади щодо забезпечення реалізації державної політики у сфері цивільної оборони, рятувальної справи, створення та функціювання систем страхового фонду документації, поводження з радіоактивними відходами, захисту населення і територій від надзвичайних ситуацій, запобігання цим ситуаціям та реагування на них, ліквідації їх наслідків та наслідків Чорнобильської катастрофи.

## Передісторія
Необхідність організації захисту населення і об’єктів народного господарства була викликана появою у роки першої світової війни (1914-1918 рр.) нового роду військ – авіації та застосуванням хімічної зброї.
Для запобігання загрози тилу та мирному населення була створена протиповітряна оборона (ППО). У 1929 році на базі управління ППО утворюються служби інженерно-хімічного захисту внутрішнього нагляду і розвідки, пізніше (у 1931 році): протипожежної охорони, порятунку і безпеки, медико-санітарної, ветеринарної служби. 
4 жовтня 1932 року вийшла Постанова, яка затвердила Положення про протиповітряну оборону території СРСР. Цей акт ознаменував утворення місцевої протиповітряної оборони (МППО), основи майбутньої цивільної оборони, що призначалась для захисту населення від повітряного нападу противника. 
За порівняно короткий строк МППО країни перетворилася на ефективну систему захисту населення і об’єктів економіки від ударів противника з повітря.
На початку Німецько-радянської війни МППО була достатньо організованою, чіткою, сучасною для того періоду системою і, в цілому, була готова до виконання покладених на неї завдань.
За роки війни бійці МППО здійснили чимало подвигів. Вони успішно впоралися з ліквідацією наслідків понад 30 тис. нальотів німецької авіації, яка скинула на наші міста близько 1 млн. 600 тис. фугасних та запальних авіаційних бомб. Були ліквідовано понад 90 тис. пожеж, 32 тис. великих аварій на об’єктах народного господарства, знешкоджено 430 тис. фугасних авіаційних бомб і майже 2,5 млн снарядів та мін, відновлено 15 тис. житлових та громадських будинків.
У післявоєнний період перед МППО стояло два завдання: по-перше, участь у відновленні народного господарства; по-друге – уточнення завдань та удосконалення організаційної структури з урахуванням досвіду, набутого під час війни.
В липні 1961 року МППО була перетворена на Цивільну оборону СРСР, яка стала складовою частиною системи загальнодержавних оборонних заходів, що здійснювалися у мирний і воєнний час, з метою захисту населення і народного господарства країни від зброї масового ураження, а також для проведення рятувальних та аварійно-відновлювальних робіт в осередках ураження, зонах можливих затоплень. Таким чином, заходи цивільної оборони поширились на всю країну, на всі верстви населення і відповідальність за їх виконання почала здійснюватись за територіально-виробничим принципом.

### Новітній етап
У 80-х роках штаби, частини і формування цивільної оборони залучалися до боротьби з великими стихійними лихами, брали участь у розробці та організації профілактичних заходів, спрямованих на зменшення збитків при можливих стихійних лихах, аваріях, катастрофах.
Аварія на Чорнобильській АЕС 26 квітня 1986 року стала серйозним випробуванням для населення України. Вона дала предметний урок, виявила недоліки і вузькі місця у готовності цивільної оборони. В Чорнобилі ми вперше реально зіткнулися з такою грізною силою, якою є ядерна енергія, що вийшла з-під контролю.
Першими, хто прийшов на боротьбу з полум’ям на четвертому енергоблоці були пожежники, які ціною власного життя врятували світ від розбурханого атомного пекла. Серед ліквідаторів цієї найбільшої за всю історію людства техногенної катастрофи були і 17 тис. наших земляків. У ліквідації наслідків аварії на ЧАЕС взяли участь більше 20 військовослужбовців і службовців штабу цивільної оборони Полтавської області, які продемонстрували зразки вірності службовому обов’язку та мужності. 
У 90-ті роки проблеми природної та техногенної безпеки набули важливого значення, що вимагали невідкладного вироблення цілісної державної політики у сфері безпеки життєдіяльності, створення досконалих механізмів її реалізації. Існуюча на той час система захисту населення, відігравши свою позитивну роль, вже не могла забезпечити реалізацію свого призначення – бути гарантом безпеки населення.
3 лютого 1993 року Верховна Рада України прийняла Закон “Про Цивільну оборону України”, 10 травня 1994 року Кабінет Міністрів України приймає Постанову за №299, якою затверджується “Положення про цивільну оборону України”. Вперше було визначено, що цивільна оборона України є державною системою органів управління, сил і засобів, що створюється для організації і забезпечення захисту населення від наслідків надзвичайних ситуацій техногенного, екологічного, природного та воєнного характеру.
Самим кардинальним кроком, який докорінно змінив обличчя і суть системи  захисту населення від надзвичайних ситуацій було утворення МНС України. 
Указом Президента України від 28 жовтня 1996 року затверджено положення про Міністерство України з питань надзвичайних ситуацій та у справах захисту населення від наслідків Чорнобильської катастрофи.

Складна назва міністерства та й характер діяльності його непростий: він багатомірний, широкопрофільний. Сім років діяльності підтвердили, що керівництво держави прийняло правильне рішення, підійшовши з нової позиції до стратегії убезпечення різних сфер життя країни. Після оголошення Україною незалежності, вона ще й лишилася сам на сам з проблемами Чорнобиля, який є постійною надзвичайною ситуацією. Адже повсякденної уваги потребують люди, обпалені Чорнобилем, - потерпілі і ліквідатори, зона відчуження та її інфраструктура, об’єкт “Укриття”. Поєднання в одному міністерстві досвіду двох структур: Цивільної оборони та Мінчорнобиля – дає можливість вирішувати широкий спектр проблем, пов’язаних з надзвичайними ситуаціями, належним чином координувати зусилля різних організацій та установ у цьому напрямку.
Проте, попри всю важливість чорнобильського вектора, захист людей і територій від стихійних лих та техногенних катастроф залишається пріоритетним. І це неодноразово доводили рятувальники у Закарпатті, Миколаївській та Херсонській областях, на Волині. Зараз робиться все можливе, щоб не лише ліквідувати, а й попередити біду. І люди впевнені – служба рятування не залишить їх у біді.
Міцніють і міжнародні стосунки МНС, бо професіоналізм українських рятувальників відомий всьому світові. Загони рятувальників МНС залучалися до ліквідації надзвичайних ситуацій у Польщі, Туреччині, Індій та інших країн світу. І це не лише слава і гордість МНС, це – позитивний імідж держави.
Але, вдосконалення єдиної державної системи захисту населення потребувало концентрації під егідою МНС усіх сил та засобів реагування на надзвичайні ситуації. 27 лютого 2003 року Президент України видав указ “Про заходи щодо удосконалення державного управління у сфері пожежної безпеки, захисту населення і територій від наслідків надзвичайних ситуацій”. Указ передбачав об’єднання сил і засобів Міністерства України з питань надзвичайних ситуацій та у справах захисту населення від наслідків Чорнобильської катастрофи і Державного департаменту пожежної безпеки. Цей момент можна вважати початком втілення нової ідеології протистояння надзвичайним ситуаціям. 
Створюється мобільна державна пожежно-рятувальна служба.

## Керівництво
- Міністр — очолює міністерство, призначається Верховною Радою України в установленому законодавством порядку.
- Заступники Міністра — підзвітні Міністру, призначаються і звільняються з посади відповідно до законодавства.

## Структура
- Центральний апарат МНС України
- Урядові органи державного управління у складі центрального апарату, які утримуються на окремих штатних розписах
- Територіальні органи управління МНС України та підпорядковані підрозділи
- Підрозділи безпосереднього підпорядкування апарату МНС
- Підприємства, організації та установи
- Навчальні заклади та науково-дослідні установи
- Спеціалізовані і невоєнізовані формування

## Керівники МНС
- Георгій Готовчиць (1990-1994)
- Володимир Холоша (1994-1996)
- Валерій Кальченко (1996-1999)
- Василь Дурдинець (1999-2002)
- Григорій Рева (2002-2005)
- Давид Жванія (2005-2005)
- Віктор Балога (2005-2006)
- Нестор Шуфрич (2006-2007)
- Володимир Шандра (2007-2010)